# 泉州公交K1路
泉州公交K1路是中华人民共和国泉州市境内的一条公共交通线路，全程28公里，起讫点为福厦铁路泉州站至港湾街首末站。运营时间为福厦铁路泉州站：6:50-23:00；港湾街首末站：6:15-22:00
该线为泉州公交第一条执行“大站快线”运营模式的线路

## 历史
- 2011年4月26日，泉州市物价局批复K1路票价规则
- 2011年4月29日，泉州公交发展有限公司（公交集团前身）开通K1路[1]，初期运营区间为泉州师院-泉州火车站。初期运营时间为：泉州师院6:50-19:00，泉州火车站8:00-20:00。初期使用车辆为自18（现K306路）、21路、36（现K307路）等划拨而来的12部福达FZ6106UF63型空调柴油城市客车。
- 2011年10月18日，K1路自泉州师院经由滨海街、府西路、府东路延伸至泉州行政中心始发终到[2]
- 2013年6月27日，K1路开通夜班服务。双向末班延长至22:00发车[3][4]
- 2014年11月3日，K1路接手并增加21路退下的6部FZ6106UF63，配车数达到18辆
- 2015年6月27日，K1路一部运营车辆行驶到北门街附近时，一老妇坐错车而要求下车，遭驾驶员拒绝后，该老妇打砸车门并殴打司机。事后警方对该老人实施拘留及罚款的处罚[5]
- 2015年9月6日，K1路取消停靠东海滨城，增加停靠刺桐公园（下行）、祥业花园（上行）。同日起，泉州火车站末班由22:00延时至22:53发车[6]
- 2015年12月10日，K1路接手K306路退下的5部福达FZ6106UF63型柴油空调公交车，配车数达到23辆
- 2016年1月，因K501路在K503路停运期间所承受的客流压力过大，K1路划拨3部福达FZ6106UF63至K501路用于增加运能，K1路配车数降为20部
- 2016年11月，K1路更换一部自K501路退下的亚星JS6880C93H型柴油空调公交车，用以耗尽里程数，运行十天后更换回原配车型
- 2016年12月，因海星小区首末站建成，K1路经由海星街、丰海路、双垵街延伸至海星小区始发终到，取消途径府东路[7]
- 2017年6月10日，K1路票价由一票制¥2.0降为一票制¥1.0[8][9]
- 2017年9月28日，因泉州古城提升改造及城市双修的要求，K1路自该日起，取消途径中山中路、打锡街。改为途径东街、南俊路至九一街后原线行驶。[10]
- 2017年11月，K1路增加自8路抽调的2部大金龙XMQ6850AGBEVL型空调电动巴士进行纯电动车型试验性运行
- 2017年12月15日，K1路全线更换为23部金旅XML6855JEVW0C型空调电动巴士[11]
- 2018年5月，K1路增加自34路退下的4部XML6855JEVW0C，配车数增加至27部
- 2018年7月1日，K1路上下行增加停靠公路局应急中心站
- 2018年7月，K1路部分配车与K306路互换，K1路划拨7部XML6855JEVW0C至K306路，并更换自K306路退下的7部大金龙XMQ6802AGBEVL型空调电动巴士。同月，因39路高峰期班次加密的需要[12]，逢工作日17：45抽调K1路1部XML6855JEVW0C套跑39路
- 2018年9月23日，K1路闽CYF867号车林姓驾驶员在行驶过程中，多次超速、违规变道，遭到乘客在新浪微博上投诉，事后泉州公交对该驾驶员进行下岗学习三天的处罚[13]
- 2018年10月，为满足市行政服务中心的出行需求，K1路单向不再途径府西路、海星街，改为途径府东路至市行政服务中心[14]
- 2018年11月，受缺驾影响，K1路高峰期不再套跑39路
- 2018年12月31日，因车辆变更及优化调整，K1路取消途径南俊路、九一街。改为途径东街、温陵路至儿童医院后原线行驶，运营时间及票价不变。同日，K1路全线更换为自K205路、17路退下的27部QAC6100HEVG8和6部XML6105JHEVE8C1型插电式油电混合动力空调公交车。[15]
- 2019年10月14日，K1路闽CY2774号车因躲闪不及。于丰泽明湖路口撞倒一部涉嫌闯红灯的电动自行车，造成电动车上两名女子受伤。[16]
- 2020年11月10日，因海星街西段恢复双向通行。自该日起K1路取消途径滨海街中段、府东路南段。双向恢复途径府西路、泉州行政中心，其他不变。[17][18]
- 2021年5月2日，K1路更换4部自3路退下的西虎QAC6100NG5-1型LNG空调城市客车。并退下2部QAC6100HEVG8、2部XML6105JHEVE8C1，配车数不变
- 2021年6月25日，自该日起K1路双向增停金帝花园站。运营时间、票价不变。[19]
- 2022年3月16日，因疫情防控要求暂停中心市区范围内所有公交线路运营。K1路自当日首班起暂停运营至4月15日。[20]
- 2022年4月16日，K1路恢复运营，临时取消停靠东海大街中段、医大二院东海院区、法坊路口、黎明大学、客运中心站南门等站点，运营时间临时调整为双向7:00-18:00。[21]
- 2022年4月18日，K1路恢复停靠东海大街中段、医大二院东海院区、法坊路口、黎明大学、客运中心站南门等站，运营时间恢复为福厦铁路泉州站6:50-22:53、海星小区首末站6:45-22:00[22]并再次更换7部XML6855JEVW0C，原配7部QAC6100NG5-1封存
- 2022年12月30日，自该日起K1路双向增停东海大街东段站。[23]
- 2023年4月，K1路退下原配4部XML6105JHEVE8C1及16部QAC6100HEVG8，并再次更换为30部XML6855JEVW0C。
- 2023年4月29日，自该日起K1路海星小区首末站始发首班提前至6:30发车。
- 2023年9月13日，因海星小区3期建设需要，原海星小区首末站地块收回并拆除。受此影响K1路自该日起取消进入海星小区首末站，改为至东宏路首末站停放，上下客点临时调整至市政务服务中心。
- 2023年9月25日，K1路自该日起正式调整至东宏路首末站始发终到。并增停滨海公园大兴街、港湾街西段、港湾街东段等站，其它不变。同日，K1路再度启用闽CY2864号车至10月30日[24]
- 2023年11月1日，闽CY2864号车于K1路退役，此车为最后一部在线运营的西虎QAC6100HEVG8，至此该车型全部退役。
- 2023年12月7日，K1路更换10部福田BJ6105EVCA-49、4部金旅XML6885JEVP0C1型空调电动巴士，原配14部XML6855JEVW0C停备
- 2024年2月，自当月起K1路福厦铁路泉州站末班由22:53延时至23:00发车。
- 2024年11月1日，因优化调整。K1路自该日起取消途径东宏路首末站、港湾街西段、港湾街东段。改为至港湾街首末站始发终到，里程数由30.1公里缩短至28公里，其它不变。[25]
- 2024年12月31日，K1路更新10部大金龙XMQ6106AGBEVL37型空调电动巴士，原配10部XML6855JEVW0C停备
- 2024年1月5日，K1路更新6部福田BJ6851EVCA-30型空调电动巴士，原配6部XML6855JEVW0C停备，配车数不变。
- 2025年3月3日，自该日起K1路恢复停靠港湾街东段站。[26]
- 2025年5月16日，因K501路车辆更换需要。K1路原配6部BJ6851EVCA-30转入K501路，配车数降为24部。

## 站点
| 路线 | 路线     | 路线     | 所在地区、街道 | 所在地区、街道               | 站点名           | 备注                   |
| ---- | -------- | -------- | -------------- | ---------------------------- | ---------------- | ---------------------- |
|      |          |          | 丰泽区         | 联丰大街 （原 站前东西大道） | 福厦铁路泉州站   | 起讫站                 |
|      |          |          | 丰泽区         | 联丰大街 （原 站前东西大道） | 站前广场         | ↑                      |
|      |          |          | 丰泽区         | 联丰大街 （原 站前东西大道） | 正骨医院北峰院区 | ↑                      |
|      |          |          | 丰泽区         | 普贤路                       | 田边             | 福建电力学院           |
|      |          |          | 丰泽区         | 泉山路                       | 清源山风景区     | 910医院路口            |
|      |          |          | 丰泽区         | 泉山路                       | 普明村           |                        |
|      |          |          | 鲤城区         | 中山北路                     | 医大二院鲤城院区 | 前往西街、钟楼在此下车 |
|      | 东街     | 泉州一院 | 鲤城区         |                              |                  |                        |
|      | 温陵北路 | 东湖公园 | 鲤城区         |                              |                  |                        |
|      |          |          | 丰泽区         | 丰泽街                       | 儿童医院         |                        |
|      |          |          | 丰泽区         | 丰泽街                       | 明湖路口         | 原名 泰和兴业          |
|      |          |          | 丰泽区         | 刺桐北路                     | 刺桐公园（↓）    | 祥业花园（↑）          |
|      |          |          | 丰泽区         | 泉秀街                       | 客运中心站南门   | 原名 沉洲路口          |
|      |          |          | 丰泽区         | 泉秀街                       | 金帝花园         | 原名 沉洲工业区        |
|      |          |          | 丰泽区         | 通港西街                     | 黎明大学         |                        |
|      |          |          | 丰泽区         | 通港西街                     | 法坊路口         | 原名 筑路机厂          |
|      |          |          | 丰泽区         | 东海大街                     | 医大二院东海院区 | 原名 东海大街西段      |
|      |          |          | 丰泽区         | 东海大街                     | 东海大街中段     |                        |
|      |          |          | 丰泽区         | 东海大街                     | 东海大街东段     |                        |
|      |          |          | 丰泽区         | 东海大街                     | 泉州师院         |                        |
|      |          |          | 丰泽区         | 府西路                       | 府西路           |                        |
|      |          |          | 丰泽区         | 海星街                       | 泉州行政中心     |                        |
|      |          |          | 丰泽区         | 府东路                       | 府东路北段       | 市行政服务中心         |
|      |          |          | 丰泽区         | 双垵街                       | 市政务服务中心   |                        |
|      |          |          | 丰泽区         | 丰海路                       | 滨海公园和敏中心 | 原名 滨海公园大兴街    |
|      |          |          | 丰泽区         | 港湾街                       | 港湾街东段       |                        |
|      |          |          | 丰泽区         | 港湾街                       | 港湾街首末站     | 起讫站                 |

## 票价
K1路计价方式为一票制，票价¥1.0。
- 泉通卡普通卡9折，月票卡、敬老卡、爱心卡优惠有效
- 可使用泉城通APP及支付宝、云闪付、微信乘车码支付

## 配车
K1路配车数总计24部，其中：
- 福田BJ6105EVCA-49  10部
- 大金龙XMQ6106AGBEVL37  10部
- 金旅XML6885JEVP0C1  4部

- 福达FZ6106UF63
（2011.4 - 2017.12）
- 金旅XML6855JEVW0C
（2017.12 - 2018.12 / 2022.4 - 2024.12 ）
- 大金龙XMQ6802AGBEVL2
（2018.7 - 2018.12）
- 西虎QAC6100HEVG8
（2018.12 - 2023.4）
- 金旅XML6105JHEVE8C1
（2018.12 - 2023.4）
- 西虎QAC6100NG5-1
（2021.5 - 2022.4）
- 福田BJ6105EVCA-49
（2023.12 - ）
- 金旅XML6885JEVP0C1
（2023.12 - ）
- 大金龙XMQ6106AGBEVL37
（2024.12 - ）
- 福田BJ6851EVCA-30
（2025.1 - 2025.5）

## 相关
- 泉州公交线路列表